# Aire (rivier in Frankrijk)
De Aire is een rivier in de Franse streek de Argonne, die ontspringt bij Saint-Aubin-sur-Aire in het departement Meuse en te Senuc in het departement Ardennes uitmondt in de Aisne.
De Aire is de enige rivier die door de cuesta van de Argonne breekt. Daar is de Aire dus een consequente rivier.

## Onthoofding van de Aire door de Aisne
De Aire stroomde oorspronkelijk bij Saint-Juvin via Champigneulle naar het noorden, door het dal van de huidige Bar naar de Maas. De bovenloop van de Aire (of Bar) werd echter onthoofd door de Aisne. Een klein zijriviertje van de Aisne, dat via het huidige dorp Grandpré naar het westen stroomde, kon de bovenloop van de Aire "kapen". Deze onthoofding kon gebeuren omdat de Aisne (en dus ook het kleine zijriviertje van Grandpré) zich gemakkelijker kon insnijden dan de Aire/Bar door een lokale zwakte in de Argonne-cuesta. Uiteindelijk verlaagde het riviertje vanuit Grandpré zich onder dat van de Aire/Bar bij Saint-Juvin en kwam het water van de bovenloop van de Aire via Grandpré in de Aisne terecht. Door deze stroomonthoofding werd het debiet van de Bar sterkt verlaagd en dat van de Aisne verhoogd.
Waar de Aire/Bar vroeger van Saint-Juvin naar Champigneulle (noordwaarts) stroomde, stroomt het huidige riviertje Agron (een zijrivier van de Aire) nu in de tegenovergestelde richting.
- Bibliothèque nationale de France: cb158961642 (data)
- Système universitaire de documentation: 118371258
- Virtual International Authority File: 152747458